# Rivers of Babylon
Rivers of Babylon – piosenka jamajskiej grupy The Melodians, spopularyzowana przez zespół Boney M.

## Słowa
Słowa piosenki „Rivers of Babylon” („Rzeki Babilonu”) stanowią parafrazę fragmentów Psalmu 137 (wersety 1, 3 i 4) oraz Psalmu 19 (werset 15). Temat utworu stanowią westchnienia kierowane do Boga przez Izraelitów uprowadzonych do niewoli babilońskiej, a tęskniących za Syjonem.

## Wykonawcy
Pierwszym wykonawcą piosenki byli The Melodians – grupa jej autorów: Brenta Dowe'a i Trevora McNaughtona. Ten jamajski zespół nagrał „Rivers of Babylon” w 1969 i dzięki niej zdobył pewną popularność. Jednak dopiero wersja disco tej piosenki przygotowana przez Franka Fariana dla jego zespołu Boney M przyczynił się do ogromnego światowego sukcesu „Rzek Babilonu”.
Singel Boney M z piosenką „Rivers of Babylon” wypuszczony w 1978, stał się drugim najlepiej sprzedającym się singlem wszech czasów w Wielkiej Brytanii. Piosenkę można też znaleźć na trzecim albumie zespołu zatytułowanym Nightflight to Venus.
Późniejszymi wykonawcami „Rivers of Babylon” byli: Jimmy Cliff, Sublime, Snuff, Steve Earle, Daniel O'Donnell, Yabby You, The Neville Brothers, Sweet Honey in the Rock, Don Carlos, Sinéad O’Connor oraz The Jamaicans.
W październiku 1978 własną wersję piosenki pt. „Kommer du ihåg Babylon?” („Czy pamiętasz Babilon?”) zaprezentowała szwedzka grupa Schytts zdobywając pierwsze miejsca tamtejszych list przebojów.
Również polska grupa 2Tm2,3 („Tymoteusz”) przedstawiła własną akustyczną wersję „Rivers of Babylon” (ale bazującą na wersji Boney M) na płycie Propaganda Dei z 2004.